# Casa das Sete Mortes
A Casa das Sete Mortes é um casa construída no século XVII, que se localiza na antiga Rua do Passo (atual Rua Ribeiro dos Santos), no Centro Histórico de Salvador, no estado da Bahia. Foi tombada em 23 de março de 1943, através do processo de nº 283.T.1941, pelo Instituto do Patrimônio Histórico e Artístico Nacional (IPHAN). Atualmente funciona nela a Escola Técnica da Casa Pia. Em 2010, a casa foi restaurada pelo Instituto do Patrimônio Artístico e Cultural (IPAC), coordenado pelo arquiteto Adolfo Roriz.

## História
A casa foi construída no século XVII para uso residencial. Seu construtor é desconhecido. No século XVIII, a casa foi residência do padre Manuel de Almeida até sua morte, em 1756. Em 1795, Dona Catarina de Senna da Silva Marinho se torna proprietária do imóvel. No século XIX, Joaquim Esteves dos Santos se torna o proprietário e com seu falecimento em 1881, a propriedade passa para suas herdeiras. Em 1936, o imóvel foi doado a Casa Pia e Colégio dos Órfãs de São Joaquim.

## Arquitetura
De arquitetura mista, reúne estilos de características da península ibérica, de portugueses e espanhóis e mouros.
A casa possui dois pavimentos e um sótão. Sua estrutura externa é feita em alvenaria. Na fachada principal, com parede revestida de azulejos azuis portugueses, do século XIX, há três portas no primeiro pavimento e quatro janelas rasgadas com ornamentos estilo D. Maria I e balcões, no segundo pavimento. Possui um pátio interno revestido com azulejos do século XVII e piso de mármore. Na casa de banho há uma banheira incrustada de conchas e o vestíbulo é revestido com azulejos ingleses, do século XIX.

## Lenda
Moradores da região contam histórias de barulhos à noite e vultos no imóvel, motivados pela fatalidade ocorrida há séculos.
Em 1756, foi cometido um homicídio à facadas na residência, matando quatro pessoas: O padre Manuel de Almeida, dois escravos e um homem trabalhador liberto. O culpado não foi descoberto. Esta fatalidade está registrada no Arquivo Público da Bahia.